# Jorge Chávez nemzetközi repülőtér
A Jorge Chávez nemzetközi repülőtér (spanyol nyelven: Aeropuerto Internacional Jorge Chávez) (IATA: LIM, ICAO: SPJC) egy nemzetközi repülőtér Peruban Callao közelében. Éves utasforgalma 23 578 600 fő (2019). Üzemeltetője a Lima Airport Partners.

## Légitársaságok és úticélok
2023-ban a Jorge Chávez nemzetközi repülőtérről az alábbi járatok indulnak:

### Személy
| Légitársaság             | Célállomások |
| ------------------------ | --- |
| Aerolíneas Argentinas    | Buenos Aires–Aeroparque |
| Aeroméxico               | Mexico City |
| Aeroregional             | Charter: Machala |
| Air Europa               | Madrid |
| Air France               | Párizs-Charles de Gaulle repülőtér |
| Air Transat              | Montréal–Trudeau (kezdődik 2023. december 22-től), Toronto–Pearson (kezdődik 2023. december 20-tól) |
| American Airlines        | Miami |
| Arajet                   | Santo Domingo–Las Américas |
| ATSA Airlines            | Chachapoyas, Huánuco, Mazamari, Tingo María |
| Avianca                  | Bogotá |
| Avianca Ecuador          | Guayaquil |
| Boliviana de Aviación    | Santa Cruz de la Sierra–Viru Viru |
| Copa Airlines            | Panama City–Tocumen |
| Delta Air Lines          | Atlanta |
| Iberia                   | Madrid |
| JetBlue                  | Fort Lauderdale |
| JetSmart Argentina       | Buenos Aires–Ezeiza |
| JetSmart Chile           | Santiago de Chile |
| JetSmart Perú            | Arequipa, Cajamarca, Cartagena (kezdődik 2023. december 7-től), Chiclayo, Cúcuta (kezdődik 2023. december 12-től), Cusco, Medellín–JMC (kezdődik 2023. november 8-tól), Piura, Talara, Tarapoto, Trujillo |
| KLM                      | Amszterdam |
| LATAM Brasil             | São Paulo–Guarulhos |
| LATAM Chile              | Antofagasta, Los Angeles, Santiago de Chile |
| LATAM Ecuador            | Buenos Aires–Ezeiza, Guayaquil |
| LATAM Paraguay           | Asunción |
| LATAM Perú               | Arequipa, Aruba (kezdődik 2023. december 2-től), Atlanta (kezdődik 2023. október 29-től), Ayacucho, Bogotá, Brasilia, Buenos Aires–Aeroparque, Buenos Aires–Ezeiza, Cajamarca, Cancún, Caracas, Cartagena, Chiclayo, Cordoba (AR), Cusco, Guayaquil, Havana (újrakezdődik 2023. október 29-től), Ilo, Iquitos, Jaén, Jauja, Juliaca, La Paz, London–Heathrow (kezdődik 2023. december 1-től), Los Angeles, Madrid, Medellín–JMC, Mendoza, Mexico City, Miami, Montevideo, New York–JFK, Piura, Porto Alegre, Pucallpa, Puerto Maldonado, Punta Cana, Quito, Rio de Janeiro–Galeão, Salta (újrakezdődik 2023. december 2-től), San José (CR), Santa Cruz de la Sierra–Viru Viru, Santiago de Chile, São Paulo–Guarulhos, Tacna, Talara, Tarapoto, Trujillo, Tumbes |
| Plus Ultra Líneas Aéreas | Madrid |
| Sky Airline              | Santiago de Chile |
| Sky Airline Peru         | Arequipa, Ayacucho, Buenos Aires–Ezeiza, Cajamarca, Cancún, Chiclayo, Cusco, Florianópolis (kezdődik 2024. január 2-től), Iquitos, Jauja, Juliaca, Miami, Montevideo (kezdődik 2024. január 2-től), Piura, Pucallpa, Punta Cana, Santiago de Chile, São Paulo–Guarulhos, Tacna, Talara, Tarapoto, Trujillo, Tumbes |
| Spirit Airlines          | Fort Lauderdale (újrakezdődik 2023. december 4-től) |
| Star Perú                | Cajamarca, Chiclayo, Huánuco, Iquitos, Pucallpa, Tarapoto |
| United Airlines          | Houston–Intercontinental, Newark |
| Volaris                  | Cancun, Mexico City |
| Volaris Costa Rica       | San José (CR) |
| Wingo                    | Bogotá |

### Cargo
| Légitársaság          | Célállomások |
| --------------------- | --- |
| AerCaribe             | Bogotá, Iquitos, Santa Cruz de la Sierra–Viru Viru |
| Aerosucre             | Bogotá |
| Air Canada Cargo      | Miami, Toronto-Pearson |
| Atlas Air             | Miami |
| Avianca Cargo         | Bogotá, Medellin–Córdova, Miami |
| Korean Air Cargo      | Campinas–Viracopos, Los Angeles, Miami, Szöul–Incshon |
| LATAM Cargo Brasil    | Campinas–Viracopos, Miami |
| LATAM Cargo Chile     | Miami |
| LATAM Cargo Colombia  | Rio de Janeiro–Galeão |
| Lufthansa Cargo       | Frankfurt |
| Martinair             | Quito |
| Mas Air               | Campinas–Viracopos, Mexico City |
| Northern Air Cargo    | Miami |
| Qatar Airways Cargo   | Campinas–Viracopos, Doha |
| Sky Lease Cargo       | Amszterdam, Campinas–Viracopos, Ciudad del Este, Bogotá, Buenos Aires–Ezeiza, Caracas, Manaus, Medellin, Montevideo, Quito, Rio de Janeiro–Galeão, Santiago de Chile |
| United Parcel Service | Miami |

## Forgalom
Az utasforgalom az elmúlt években az alábbi módon változott:
| Utasok száma | 2 574 958 | 1 966 921 | 2 570 113 | 3 212 162 | 2 295 978 | 4 831 022 | 8 786 973 | 14 908 772 | 22 118 454 | 22 876 785 |
|              | 1980      | 1985      | 1990      | 1994      | 1999      | 2004      | 2009      | 2013       | 2018       | 2023       |

## Kifutópályák
A repülőtér futópályái:
- 15/33